# Beverly Ramos
Beverly Sue Ramos (San Juan, 24 d'agost de 1987) és una atleta porto-riquenya, especialista en els 3000 metres obstacles i en les curses de mitjana distància i de fons. El 2016 deté tots els rècords nacionals de l'1500 m al marató, així com el dels 3000 m obstacles.

## Palmarès
| Data | Competició                               | Lloc      | Resultat | Prova           | Performance   |
| ---- | ---------------------------------------- | --------- | -------- | --------------- | ------------- |
| 2010 | Jocs d'Amèrica central i del Carib       | Mayagüez  | 3e       | 1 500 m         | 4 min 22 s 02 |
| 2010 | Jocs d'Amèrica central i del Carib       | Mayagüez  | 1re      | 5 000 m         | 16 min 9 s 82 |
| 2010 | Jocs d'Amèrica central i del Carib       | Mayagüez  | 1re      | 3 000 m steeple | 9 min 59 s 03 |
| 2011 | Campionats d'Amèrica central i del Carib | Mayagüez  | 1re      | 3 000 m steeple | 9 min 58 s 11 |
| 2014 | Campionats ibéro-americans               | São Paulo | 3e       | 3 000 m steeple | 10 min 3 s 12 |
| 2014 | Jocs d'Amèrica central i del Carib       | Xalapa    | 3e       | 3 000 m steeple | 10 min 8 s 39 |

## Rècords
| Prova             | Performance          | Lloc                 | Data              |
| ----------------- | -------------------- | -------------------- | ----------------- |
| 1 500 m           | 4 min 9 s 92 (NR)    | Burnaby              | 1er juliol 2011   |
| 3 000 m           | 8 min 57 s 68 (NR)   | Ponce                | 17 de maig 2014   |
| 5 000 m           | 15 min 46 s 75 (NR)  | Palo Alto            | 4 d'abril 2014    |
| 10 000 m          | 33 min 51 s 54 (NR)  | Walnut               | 16 d'abril 2009   |
| Semi-marató       | 1 h 12 min 9 s (NR)  | Nova York            | 20 de març 2016   |
| Marató            | 2 h 36 min 29 s (NR) | Düsseldorf           | 24 d'abril 2016   |
| 3 000 m obstacles | 9 min 39 s 33 (NR)   | Sotteville-lès-Rouen | 10 de juliol 2012 |